# Белики
Белики (пол. Bieliki) — село в Польщі, у гміні Сульмежиці Паєнчанського повіту Лодзинського воєводства.
Населення — 179 осіб (2011).
У 1975-1998 роках село належало до Пйотрковського воєводства.

## Демографія
Демографічна структура станом на 31 березня 2011 року:
|          | Загалом | Допрацездатний вік | Працездатний вік | Постпрацездатний вік |
| -------- | ------- | ------------------ | ---------------- | -------------------- |
| Чоловіки | 98      | 28                 | 60               | 10                   |
| Жінки    | 81      | 17                 | 47               | 17                   |
| Разом    | 179     | 45                 | 107              | 27                   |